# Златопільська міська рада
Златопільська міська́ ра́да (до 2024 Первомайська міська́ ра́да) — представницький орган Златопільської міської територіальної громади, через який вона здійснює місцеве самоврядування, що здійснює від імені громади та в її інтересах функції та повноваження місцевого самоврядування, визначені Конституцією України та законами України, а також приймає від її імені рішення.
Міська рада складається з депутатів, наділених відповідно до закону правом представляти інтереси територіальної громади, обирається мешканцями Златополя терміном на п'ять років.
Рада обирає постійні і тимчасові комісії, секретаря ради, утворює виконавчі органи — виконавчий комітет, департаменти, управління, відділи й інші виконавчі органи міської ради, дає дозвіл на створення органів самоорганізації населення.
Міська рада проводить свою роботу сесійно. Сесія міської ради складається з пленарних сесій, позачергових сесій, зборів постійних та контрольних комісій.

## Загальні відомості
- Територія ради: 30,8 км²
- Населення ради: 33 319 осіб (станом на 2001 рік)

## Населені пункти
Міській раді підпорядковані поселення Златопільської міської громади

## Населення
Розподіл населення за віком та статтю (2001):
| Стать | Всього | До 15 років | 15-24 | 25-44 | 45-64 | 65-85 | Понад 85 |
| --- | ------ | ----------- | ----- | ----- | ----- | ----- | -------- |
| Чоловіки | 15 358 | 2703        | 2717  | 4828  | 4073  | 1002  | 35       |
| Жінки | 17 829 | 2534        | 2386  | 5426  | 5420  | 1914  | 149      |
| \| Статево-вікова піраміда \| Статево-вікова піраміда \| Статево-вікова піраміда \| \| ----------------------- \| ----------------------- \| ----------------------- \| \| Чоловіки \| Вік \| Жінки \| \| 35 \| 85 + \| 149 \| \| 68 \| 80-84 \| 206 \| \| 141 \| 75-79 \| 429 \| \| 340 \| 70-74 \| 660 \| \| 453 \| 65-69 \| 619 \| \| 1018 \| 60-64 \| 1427 \| \| 598 \| 55-59 \| 820 \| \| 1195 \| 50-54 \| 1529 \| \| 1262 \| 45-49 \| 1644 \| \| 1255 \| 40-44 \| 1587 \| \| 1216 \| 35-39 \| 1399 \| \| 1054 \| 30-34 \| 1198 \| \| 1303 \| 25-29 \| 1242 \| \| 1355 \| 20-24 \| 1211 \| \| 1362 \| 15-20 \| 1175 \| \| 1256 \| 10-14 \| 1168 \| \| 813 \| 5-9 \| 779 \| \| 634 \| 0-4 \| 587 \| |        |             |       |       |       |       |          |
| Статево-вікова піраміда |        |             |       |       |       |       |          |
| Чоловіки | Вік    | Жінки       |       |       |       |       |          |
| 35 | 85 +   | 149         |       |       |       |       |          |
| 68 | 80-84  | 206         |       |       |       |       |          |
| 141 | 75-79  | 429         |       |       |       |       |          |
| 340 | 70-74  | 660         |       |       |       |       |          |
| 453 | 65-69  | 619         |       |       |       |       |          |
| 1018 | 60-64  | 1427        |       |       |       |       |          |
| 598 | 55-59  | 820         |       |       |       |       |          |
| 1195 | 50-54  | 1529        |       |       |       |       |          |
| 1262 | 45-49  | 1644        |       |       |       |       |          |
| 1255 | 40-44  | 1587        |       |       |       |       |          |
| 1216 | 35-39  | 1399        |       |       |       |       |          |
| 1054 | 30-34  | 1198        |       |       |       |       |          |
| 1303 | 25-29  | 1242        |       |       |       |       |          |
| 1355 | 20-24  | 1211        |       |       |       |       |          |
| 1362 | 15-20  | 1175        |       |       |       |       |          |
| 1256 | 10-14  | 1168        |       |       |       |       |          |
| 813 | 5-9    | 779         |       |       |       |       |          |
| 634 | 0-4    | 587         |       |       |       |       |          |

## Склад ради
Станом на 2023 рік, Рада складається з 26 депутатів та голови.
- Голова ради: Бакшеєв Микола Миколайович
- Секретар ради: посада вакантна

### Керівний склад попередніх скликань
| ПІБ                          | Основні відомості                                                                     | Дата обрання | Дата звільнення |
| ---------------------------- | ------------------------------------------------------------------------------------- | ------------ | --------------- |
| Теплицький Сергій Леонідович | Міський голова, 1954 року народження, освіта середня спеціальна, член Партії регіонів | 2006         | 2010            |
| Теплицький Сергій Леонідович | Міський голова, 1954 року народження, освіта середня спеціальна, член Партії регіонів | 2010         | 2015            |
| Бакшеєв Микола Миколайович   | Міський голова, 1977 року народження, освіта вища, член партії «Батьківщина»          | 2015         | 2020            |
| Бакшеєв Микола Миколайович   | Міський голова, 1977 року народження, освіта вища, член партії «Батьківщина»          | 2020         |                 |

Примітка: таблиця складена за даними джерела

### Депутати
За результатами місцевих виборів 2015 року депутатами ради стали:

#### За суб'єктами висування
| Суб'єкт висування       | Кількість обраних депутатів |
| ----------------------- | --------------------------- |
| Батьківщина             | 6                           |
| Слуга Народу            | 3                           |
| «ОПЗЖ»                  | 9                           |
| Блок Світличної «Разом» | 3                           |
| Блок «Кернеса»          | 5                           |

#### За округами
| № округу                                                | Прізвище, ім'я, по батькові     | Дата визнання обраним | Освіта                    | Партійна приналежність                        | Відомості про обраного депутата                                                                              |
| ------------------------------------------------------- | ------------------------------- | --------------------- | ------------------------- | --------------------------------------------- | --- |
| Комуністична партія України                             |                                 |                       |                           |                                               | |
| б/м                                                     | Уфімцева Анна Борисівна         | 03.11.2010            | Освіта середня            | член Комуністичної партії України             | Фізична особа — підприємець Дубина Олександр Кирилович, бухгалтер                                            |
| б/м                                                     | Брусенцев В'ячеслав Борисович   | 03.11.2010            | Освіта середня            | член Комуністичної партії України             | пенсіонер |
| Партія «ВІДРОДЖЕННЯ»                                    |                                 |                       |                           |                                               | |
| 1                                                       | Погорєлов Юрій Георгійович      | 03.11.2010            | Освіта вища               | член Партії «ВІДРОДЖЕННЯ»                     | підприємець, директор                                                                                        |
| Партія регіонів                                         |                                 |                       |                           |                                               | |
| б/м                                                     | Михлик Анатолій Іванович        | 03.11.2010            | Освіта вища               | член Партії регіонів                          | Первомайська міська рада Харківської області, секретар                                                       |
| б/м                                                     | Бєлєвцов Леонід Володимирович   | 03.11.2010            | Освіта вища               | член Партії регіонів                          | Первомайське комунальне виробниче управління водопровідно-каналізаційного господарства, начальник управління |
| б/м                                                     | Кравченко Сергій Григорович     | 03.11.2010            | Освіта вища               | член Партії регіонів                          | Первомайська райсанепідемстанція, головний лікар                                                             |
| б/м                                                     | Петренко Володимир Петрович     | 03.11.2010            | Освіта вища               | позапартійний                                 | пенсіонер |
| б/м                                                     | Овсянніков Юрій Євгенійович     | 03.11.2010            | Освіта вища               | позапартійний                                 | Сільськогосподарське ТОВ «Овена», заступник директора                                                        |
| б/м                                                     | Теплицький Сергій Сергійович    | 03.11.2010            | Освіта вища               | член Партії регіонів                          | Приватне підприємство «Екіпаж», заступник директора                                                          |
| б/м                                                     | Удовенко Роман Володимирович    | 03.11.2010            | Освіта вища               | член Партії регіонів                          | ТОВ «СП Укрсхідліфт», м. Харків, заступник директора                                                         |
| б/м                                                     | Задорожна Лариса Петрівна       | 03.11.2010            | Освіта вища               | член Партії регіонів                          | Приватне підприємство «Берізка», директор                                                                    |
| б/м                                                     | Барабан Юрій Васильович         | 03.11.2010            | Освіта вища               | член Партії регіонів                          | Первомайська загальноосвітня школа № 2, директор школи                                                       |
| 2                                                       | Лозовський Юрій В'ячеславович   | 03.11.2010            | Освіта вища               | член Партії регіонів                          | Первомайське комунальне виробниче управління водопр.-каналіз. господарства, головний інженер                 |
| 3                                                       | Панарін Іван Іванович           | 03.11.2010            | Освіта вища               | член Партії регіонів                          | Первомайська ЦРЛ, головний лікар                                                                             |
| 4                                                       | Арнаут Віталій Миколайович      | 03.11.2010            | Освіта середня спеціальна | член Партії регіонів                          | тимчасово не працює                                                                                          |
| 5                                                       | Дьомін Євген Дмитрович          | 03.11.2010            | Освіта вища               | позапартійний                                 | Харківське підприємство обласної споживчої спілки «Первомайський ринок», директор                            |
| 6                                                       | Сафонова Світлана Юріївна       | 03.11.2010            | Освіта вища               | член Партії регіонів                          | Редакція газети «Знамя труда», головний редактор                                                             |
| 7                                                       | Бринза Ольга Олександрівна      | 03.11.2010            | Освіта середня спеціальна | член Партії регіонів                          | КП «Комунальник 1», майстер по благоустрію і озелененню                                                      |
| 9                                                       | Працюк Анжеліка Липівна         | 03.11.2010            | Освіта вища               | член Партії регіонів                          | Первомайська загальноосвітня школа І-ІІІ ст. № 6, вчитель                                                    |
| 10                                                      | Доценко Анатолій Микитович      | 03.11.2010            | Освіта вища               | позапартійний                                 | Первомайська міська рада ветеранів України, голова ради ветеранів                                            |
| 11                                                      | Черкашина Тетяна Степанівна     | 03.11.2010            | Освіта вища               | член Партії регіонів                          | Первомайська загальноосвітня школа І-ІІІ ст. № 1, заступник директора                                        |
| 13                                                      | Стрельникова Ганна Сергіївна    | 03.11.2010            | Освіта вища               | позапартійна                                  | ПКП «Тепломережі», заступник директора                                                                       |
| 14                                                      | Татоян Армен Мілітонович        | 03.11.2010            | Освіта середня            | член Партії регіонів                          | ТОВ «Система-Харків», директор                                                                               |
| 15                                                      | Мікулін Геннадій Вікторович     | 03.11.2010            | Освіта вища               | член Партії регіонів                          | КПОЗ «Центральна районна аптека № 194», завідувач                                                            |
| 16                                                      | Прошкін Олександр Сергійович    | 03.11.2010            | Освіта вища               | член Партії регіонів                          | ПП «Екіпаж», начальник відділу забезпечення                                                                  |
| 17                                                      | Полянська Олена Миколаївна      | 03.11.2010            | Освіта середня спеціальна | член Партії регіонів                          | тимчасово не працює                                                                                          |
| 18                                                      | Гоженко Олег Вікторович         | 03.11.2010            | Освіта вища               | член Партії регіонів                          | ТОВ «ТЕРРА», технічний директор                                                                              |
| Політична партія Всеукраїнське об'єднання «Батьківщина» |                                 |                       |                           |                                               | |
| б/м                                                     | Бакаєв Микола Іванович          | 03.11.2010            | Освіта вища               | член Всеукраїнського об'єднання «Батьківщина» | Районна державна адміністрація м. Первомайський, начальник відділу ведення державного реєстру виборців       |
| Політична партія «Сильна Україна»                       |                                 |                       |                           |                                               | |
| б/м                                                     | Цимбалов Сергій Олексійович     | 03.11.2010            | Освіта середня            | позапартійний                                 | ТОВ КВФ «Рома», заступник директора по розвитку та соціальним питанням                                       |
| б/м                                                     | Астахова Світлана Іванівна      | 03.11.2010            | Освіта вища               | член Політичної партії «Сильна Україна»       | Філія Первомайське відділення ВАТ «Ощадбанк», керуючий                                                       |
| б/м                                                     | Чуб Тамара Григорівна           | 03.11.2010            | Освіта вища               | позапартійна                                  | пенсіонер |
| б/м                                                     | Пархоменко Руслан В'ячеславович | 03.11.2010            | Освіта вища               | член Політичної партії «Сильна Україна»       | фізична особа-підприємець                                                                                    |
| б/м                                                     | Ковирін Олександр Володимирович | 08.11.2010            | Освіта вища               | член Політичної партії «Сильна Україна»       | ТОВ КВФ «Рома», начальник юридичного відділу                                                                 |
| б/м                                                     | Приходько Сергій Анатолійович   | 08.11.2010            | Освіта вища               | член Політичної партії «Сильна Україна»       | ТОВ «Терра», директор по матеріально-технічного постачання                                                   |
| 8                                                       | Ясинський Олександр Іванович    | 03.11.2010            | Освіта вища               | член Політичної партії «Сильна Україна»       | ТОВ «Терра», комерційний директор                                                                            |
| 12                                                      | Цимбалов Іван Олексійович       | 03.11.2010            | Освіта середня            | позапартійний                                 | ТОВ КВФ «Рома», заступник директора по комерційним питанням                                                  |